# Discworld II : Mortellement vôtre !
Discworld II : Mortellement vôtre ! (Discworld II: Missing Presumed...!? en VO) est un jeu vidéo d'aventure développé par Perfect Entertainment et édité par Psygnosis en 1996, sous DOS et Windows.
Il a été adapté en 1997 sur PlayStation et Saturn. C'est la seconde adaptation en jeu vidéo d'aventure en point-and-click basée sur l'univers du Disque-monde de Terry Pratchett.

## Histoire
À la suite d'une explosion provoquée par Rincevent, et son compère le bibliothécaire orang-outan, la Mort décide de quitter son travail, et de se prélasser sur le continent XXXX (pouvant se prononcer "Quatrix"), ce qui empêche de plus en plus de non-vivants (et qui plus est de non-morts) de reposer en paix.
Rincevent est maintenant de corvée. Sa tâche consiste à ramener de gré ou de force la Mort à son poste.

## Voix
Eric Idle (VF : Roger Carel) : Rincevent.

## Accueil
- Adventure Gamers : 3,5/5[2].
- PC Team : 92 %[3].